# Sofia Dorotea di Schleswig-Holstein-Sonderburg-Glücksburg
Sofia Dorotea di Schleswig-Holstein-Sonderburg-Glücksburg (Glücksburg, 28 settembre 1636 – Karlsbad, 6 agosto 1689) è stata una nobile tedesca.
Duchessa di Schleswig-Holstein-Sonderburg-Glücksburg per nascita, divenne elettrice del Brandeburgo e duchessa di Prussia grazie al suo matrimonio con Federico Guglielmo I, elettore del Brandeburgo, soprannominato "il Grande Elettore".

## Biografia
Sofia Dorotea nacque nel castello di Glücksburg il 28 settembre 1636. Era figlia di Filippo, duca di Schleswig-Holstein-Sonderburg-Glücksburg, e di Sofia Edvige di Sassonia-Lauenburg. Nonostante i suoi genitori appartenessero ad un rango nobiliare molto basso, vantava discendenza reale, essendo la bisnipote del re Cristiano III di Danimarca.
Nel 1653 Sofia Dorotea si sposò con il duca Cristiano Luigi di Brunswick-Lüneburg, cognato del re Federico III di Danimarca. Il matrimonio non produsse eredi.
Cristiano Luigi morì il 15 marzo 1665, e Sofia Dorotea elesse come sua residenza permanente il castello di Herzberg nella Bassa Sassonia.
Il 14 giugno 1668 si risposò, questa volta con l'elettore Federico Guglielmo I di Brandeburgo. Queste seconde nozze furono felici per Sofia Dorotea, e vennero coronate dalla nascita di sette figli.
Nel 1670 Sofia Dorotea riuscì ad ri-acquistare, per la somma di 26 500 talleri, il territorio di Brandeburgo-Schwedt che il marito era stato costretto a vendere per sostenere le spese militari derivate dalla partecipazione alla guerra dei trent'anni. In seguito l'elettrice lasciò il Brandeburgo-Schwedt in eredità al suo primogenito, Filippo Guglielmo.
Nel 1676 il maritò le affidò simbolicamente il comando di un reggimento e, nel 1692, riuscì personalmente ad armare due flotte da guerra che donò al Brandeburgo.
Sofia Dorotea morì il 6 agosto 1689 a Karlsbad (attuale Karlovy Vary in Repubblica Ceca) dove si era recata per una cura termale. Le sue spoglie riposano nel duomo di Berlino. Il suo nome è oggi ricordato nel quartiere berlinese di Dorotheenstadt, che le fu regalato dal marito nel 1670.
Dal matrimonio con Federico Guglielmo nacquero sette figli:
- Filippo Guglielmo (1669 – 1711), magravio di Brandeburgo-Schwedt, sposò Giovanna Carlotta di Anhalt-Dessau;
- Maria Amalia (1670 – 1739), sposò Carlo di Meclemburgo-Güstrow e successivamente Maurizio Guglielmo di Sassonia-Zeitz;
- Alberto Federico (1672 – 1731), margravio di Brandeburgo-Schwedt, sposò Maria Dorotea di Curlandia, figlia di Federico Casimiro Kettler;
- Carlo (1673 – 1695), margravio di Brandeburgo-Schwedt, sposò Caterina di Balbiano;
- Elisabetta Sofia (1674 – 1748), sposò Federico Casimiro Kettler e successivamente Cristiano Ernesto, margravio di Brandeburgo-Bayreuth e successivamente ancora sposò Ernesto Luigi I di Sassonia-Meiningen;
- Dorotea (1675-1676)
- Cristiano Ludovico (1677 – 1734), margravio di Brandeburgo-Schwedt, a cui Johann Sebastian Bach dedicò i famosi Concerti brandeburghesi

## Ascendenza
|                                                                |                                               |                                                                              | Genitori                                                                     |  |  | Nonni |  |  | Bisnonni                          |  |  | Trisnonni                       |  |
|                                                                |                                               |                                                                              |                                                                              |  |  |       |  |  | 8. Cristiano III, re di Danimarca |  |  | 16. Federico I, re di Danimarca |  |
|                                                                |                                               |                                                                              |                                                                              |  |  |       |  |  | 8. Cristiano III, re di Danimarca |  |  | 16. Federico I, re di Danimarca |  |
|                                                                |                                               | 17. Anna di Brandeburgo                                                      |                                                                              |  |  |       |  |  | 8. Cristiano III, re di Danimarca |  |  |                                 |  |
| 4. Giovanni, I duca di Schleswig-Holstein-Sonderburg           |                                               |                                                                              |                                                                              |  |  |       |  |  | 8. Cristiano III, re di Danimarca |  |  |                                 |  |
|                                                                |                                               | 9. Dorotea di Sassonia-Lauenburg                                             | 18. Magnus I, IV duca di Sassonia-Lauenburg                                  |  |  |       |  |  |                                   |  |  |                                 |  |
|                                                                |                                               | 9. Dorotea di Sassonia-Lauenburg                                             | 18. Magnus I, IV duca di Sassonia-Lauenburg                                  |  |  |       |  |  |                                   |  |  |                                 |  |
|                                                                |                                               | 9. Dorotea di Sassonia-Lauenburg                                             | 19. Caterina di Brunswick-Wolfenbüttel                                       |  |  |       |  |  |                                   |  |  |                                 |  |
| 2. Filippo, I duca di Schleswig-Holstein-Sonderburg-Glücksburg |                                               | 9. Dorotea di Sassonia-Lauenburg                                             |                                                                              |  |  |       |  |  |                                   |  |  |                                 |  |
|                                                                |                                               | 10. Ernesto III, VIII duca di Brunswick-Grübenhagen                          | 20. Filippo I, VII duca di Brunswick-Grübenhagen                             |  |  |       |  |  |                                   |  |  |                                 |  |
|                                                                |                                               | 10. Ernesto III, VIII duca di Brunswick-Grübenhagen                          | 20. Filippo I, VII duca di Brunswick-Grübenhagen                             |  |  |       |  |  |                                   |  |  |                                 |  |
|                                                                |                                               | 10. Ernesto III, VIII duca di Brunswick-Grübenhagen                          | 21. Caterina di Mansfeld-Vorderort                                           |  |  |       |  |  |                                   |  |  |                                 |  |
| 5. Elisabetta di Brunswick-Grübenhagen                         |                                               | 10. Ernesto III, VIII duca di Brunswick-Grübenhagen                          |                                                                              |  |  |       |  |  |                                   |  |  |                                 |  |
|                                                                |                                               | 11. Margherita di Pomerania-Wolgast                                          | 22. Giorgio I, XII duca di Pomerania-Wolgast e XI duca di Pomerania-Stettino |  |  |       |  |  |                                   |  |  |                                 |  |
|                                                                |                                               | 11. Margherita di Pomerania-Wolgast                                          | 22. Giorgio I, XII duca di Pomerania-Wolgast e XI duca di Pomerania-Stettino |  |  |       |  |  |                                   |  |  |                                 |  |
|                                                                |                                               | 11. Margherita di Pomerania-Wolgast                                          | 23. Amalia del Palatinato                                                    |  |  |       |  |  |                                   |  |  |                                 |  |
| 1. Sofia Dorotea di Schleswig-Holstein-Sonderburg-Glücksburg   |                                               | 11. Margherita di Pomerania-Wolgast                                          |                                                                              |  |  |       |  |  |                                   |  |  |                                 |  |
|                                                                | 12. Francesco I, V duca di Sassonia-Lauenburg | 24. Magnus I, IV duca di Sassonia-Lauenburg (= 18)                           |                                                                              |  |  |       |  |  |                                   |  |  |                                 |  |
|                                                                | 12. Francesco I, V duca di Sassonia-Lauenburg | 24. Magnus I, IV duca di Sassonia-Lauenburg (= 18)                           |                                                                              |  |  |       |  |  |                                   |  |  |                                 |  |
|                                                                | 12. Francesco I, V duca di Sassonia-Lauenburg | 25. Caterina di Brunswick-Wolfenbüttel (= 19)                                |                                                                              |  |  |       |  |  |                                   |  |  |                                 |  |
| 6. Francesco II, VI duca di Sassonia-Lauenburg                 | 12. Francesco I, V duca di Sassonia-Lauenburg |                                                                              |                                                                              |  |  |       |  |  |                                   |  |  |                                 |  |
|                                                                |                                               | 13. Sibilla di Sassonia                                                      | 26. Enrico IV, X duca di Sassonia                                            |  |  |       |  |  |                                   |  |  |                                 |  |
|                                                                |                                               | 13. Sibilla di Sassonia                                                      | 26. Enrico IV, X duca di Sassonia                                            |  |  |       |  |  |                                   |  |  |                                 |  |
|                                                                |                                               | 13. Sibilla di Sassonia                                                      | 27. Caterina di Meclemburgo-Schwerin                                         |  |  |       |  |  |                                   |  |  |                                 |  |
| 3. Sofia Edvige di Sassonia-Lauenburg                          |                                               | 13. Sibilla di Sassonia                                                      |                                                                              |  |  |       |  |  |                                   |  |  |                                 |  |
|                                                                |                                               | 14. Giulio, XV principe di Brunswick-Wolfenbüttel e VI principe di Calenberg | 28. Enrico V, XIV principe di Brunswick-Wolfenbüttel                         |  |  |       |  |  |                                   |  |  |                                 |  |
|                                                                |                                               | 14. Giulio, XV principe di Brunswick-Wolfenbüttel e VI principe di Calenberg | 28. Enrico V, XIV principe di Brunswick-Wolfenbüttel                         |  |  |       |  |  |                                   |  |  |                                 |  |
|                                                                |                                               | 14. Giulio, XV principe di Brunswick-Wolfenbüttel e VI principe di Calenberg | 29. Maria di Württemberg-Mömpelgard                                          |  |  |       |  |  |                                   |  |  |                                 |  |
| 7. Maria di Brunswick-Wolfenbüttel                             |                                               | 14. Giulio, XV principe di Brunswick-Wolfenbüttel e VI principe di Calenberg |                                                                              |  |  |       |  |  |                                   |  |  |                                 |  |
|                                                                |                                               | 15. Edvige di Brandeburgo                                                    | 30. Gioacchino II, XII principe elettore di Brandeburgo                      |  |  |       |  |  |                                   |  |  |                                 |  |
|                                                                |                                               | 15. Edvige di Brandeburgo                                                    | 30. Gioacchino II, XII principe elettore di Brandeburgo                      |  |  |       |  |  |                                   |  |  |                                 |  |
|                                                                |                                               | 15. Edvige di Brandeburgo                                                    | 31. Edvige di Polonia                                                        |  |  |       |  |  |                                   |  |  |                                 |  |
|                                                                |                                               | 15. Edvige di Brandeburgo                                                    |                                                                              |  |  |       |  |  |                                   |  |  |                                 |  |